# Pantophthalmus batesi
Pantophthalmus batesi är en tvåvingeart som beskrevs av Austen 1923. Pantophthalmus batesi ingår i släktet Pantophthalmus och familjen Pantophthalmidae. Inga underarter finns listade i Catalogue of Life.